# Cayo Valerio Potito (tribuno consular 370 a. C.)
Cayo Valerio Potito Voluso (en latín, Gaius Valerius Potitus Volusus), un hijo del tribuno consular Cayo Valerio Potito Voluso a juzgar por su praenomen, fue tribuno militar con poderes consulares en el año 370 a. C.